# Dům Rubín
Dům Rubín stojí v centru města v městské památkové zóně Karlových Varů v ulici Vřídelní 83/11. Byl postaven v letech 1896–1897 jako lázeňský hotel. Je ukázkou vrcholného rozkvětu pozdního historismu. 
Objekt byl prohlášen kulturní památkou, památkově chráněn je od 29. března 1991, rejstř. č. ÚSKP 34615/4-4532.

## Historie
V letech 1896–1897 nechal hoteliér Karl Vogl na místě staršího domu postavit dům nový. Účelem byl pronájem pokojů lázeňským hostům. Projekt vypracoval v roce 1896 karlovarský architekt Karl Heller, stavba byla realizována stavitelem Franzem Haringem.

## Ze současnosti
V roce 2014 byl dům uveden v Programu regenerace Městské památkové zóny Karlovy Vary 2014–2024 v části II. (tabulková část 1–5 Přehledy) v seznamu nemovitých kulturních památek na území MPZ Karlovy Vary a jejich aktuální stav jako nevyhovující.
V současnosti (červenec 2021) je evidován jako bytový dům ve vlastnictví společnosti RAY EPSILON s.r.o.

## Popis
Dům se nachází v lázeňské části města ve Vřídelní ulici 83/11. Z jedné strany sousedí s obchodním domem Baťa, na druhé stojí někdejší měšťanský dům Petr. 
Jedná se o budovu historizujícího slohu s barokizujícími kartušemi a secesujícími dívčími bustami. Karl Heller navrhl dispozici domu složeného ze dvou traktů, předního domu s průčelím do Vřídelní ulice a dvorního traktu směřujícího do ulice Ondřejské. Obě části byly propojeny průchodem prosvětleným horním střešním světlíkem. V přízemí předního domu byla navržena vnitřní mezonetová obchodní galerie.
Dům je třípatrový s obytnou mansardou, s tříosým uličním průčelím. Ve střední části vystupuje od prvního patra nahoru výrazný rizalit. Na obou stranách v úrovni všech pater jsou balkóny s mříží s oválnými motivy. Okna jsou zdvojená, v prvním a třetím patře oblouková, ve druhém obdélná; nad všemi jsou plastické kartuše. Stěna v prvním patře má široké pásování, ve druhém je s rustikou a ve třetím patře s mírně vystupujícími obdélnými panely s rámy s rozvilinovými motivy. Z mansardové střechy centrálně vyrůstá vysoký štít zakončený trojúhelným frontonem. Má dvojité obloukové okno se společným segmentovým frontonem. Po stranách štítu jsou dva menší vikýře s dvojitým obloukovým oknem, římsa nad nimi je uprostřed segmentově zdvižená.